# Willem Jan Mari van Eysinga
Jhr. Willem Jan Mari van Eysinga (Noordwijkerhout, 31 januari 1878 – Leiden, 24 januari 1961) was een Nederlands jurist, hoogleraar en rechter bij het Permanent Hof van Internationale Justitie.

## Biografie
Van Eysinga, telg uit het geslacht Van Eysinga, is geboren in Noordwijkerhout als burgemeesterszoon en bracht zijn middelbareschooltijd door aan het Stedelijk Gymnasium in Den Haag gelegen aan het Westeinde. Daarna begon hij aan een studie rechten aan de Universiteit van Leiden waar hij in 1900 promoveerde op stellingen onder Jacques Oppenheim. In 1902 ging hij als adjunct-commies aan de slag bij het Ministerie van Buitenlandse Zaken. Hij werkte hier tot en met 1908 maar in 1906 maakte hij promotie en sindsdien vervulde hij de functie van referendaris en hoofd van de afdeling politieke zaken. Datzelfde jaar promoveerde hij wederom onder Jacques Oppenheim. Ditmaal in het staatsrecht op een proefschrift getiteld Proeve eener inleiding tot het Nederlandsen tractatenrecht. Tijdens zijn studie was hij geïnspireerd geraakt door Cornelis van Vollenhoven en diens "leer van de eenheid van het recht" en zijn proefschrift Omtrek en inhoud van het internationale recht. De invloeden van Van Eysinga hebben eraan bijgedragen dat de leer van Van Vollenhoven uiteindelijk de heersende is geworden binnen het Nederlands staatsrecht.
In 1907 was hij een van de afgevaardigden voor de Tweede Haagsche Vredesconferentie. Het jaar erop volgde zijn benoeming tot hoogleraar staats- en volkenrecht aan de Rijksuniversiteit Groningen, als opvolger van de naar Leiden vertrokken Hugo Krabbe. Hij hield daar de inaugurele rede getiteld Leer en leven der statenvervormingen. Hij werd in 1910 benoemd tot Nederlands Rijncommissaris en in die hoedanigheid zette hij zich in de periode voor 1914 in om Duitse tolheffingen op de Rijn te voorkomen. Hij vervulde deze functie tot 1930. In 1912 maakte hij de overstap naar de Universiteit Leiden waar hem een hoogleraarschap volkenrecht was aangeboden, de eerste leerstoel volkenrecht aan de Leidse universiteit. Hij oreerde datzelfde jaar nog met de rede De studie van het Internationale Recht. Van 1913 tot en met 1919 vervulde hij ook een hoogleraarschap in Rotterdam en ook daar behoorde het volkenrecht tot zijn leeropdracht.

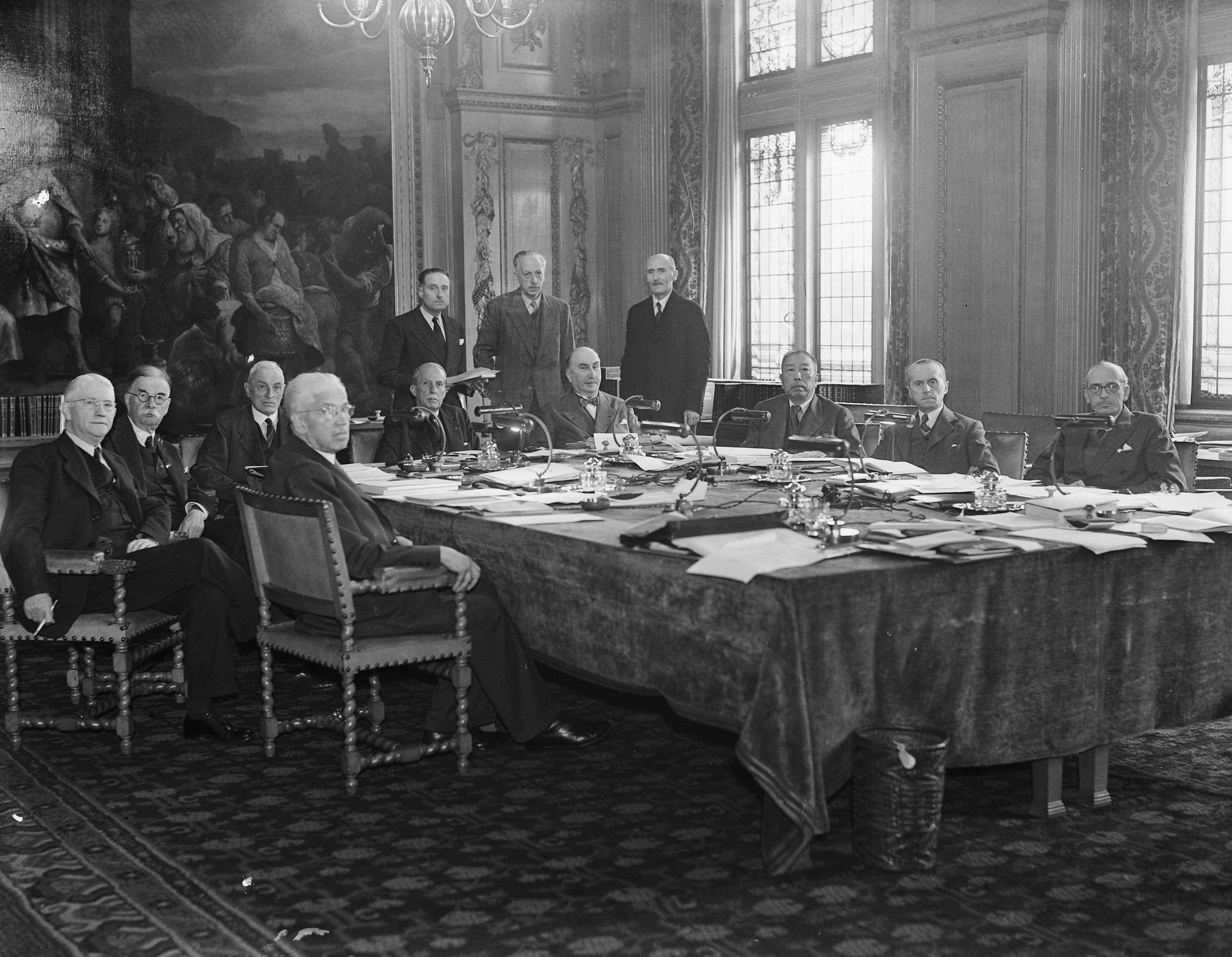
Van Eysinga bij het Permanente Hof van Internationale Justitie (1945)

Gedurende de periode 1926 tot en met 1929 was hij voorzitter van de conferenties waar beoordeeld werd of de Verenigde Staten toe mochten treden tot het statuut van het Permanente Hof van Internationale Justitie. Tijdens het studiejaar 1928-1929 was hij rector magnificus van de Universiteit van Leiden, maar in 1931 nam hij ontslag als hoogleraar. Dat jaar werd hij namelijk gekozen als rechter bij het Permanente Hof van Internationale Justitie wat het eind van zijn academische loopbaan betekende. Formeel vervulde hij deze functie tot en met 1946, het jaar waarin het Permanente Hof van Internationale Justitie vervangen werd door het Internationaal Gerechtshof. In de praktijk stopte hij met het vervullen van deze functie toen de Tweede Wereldoorlog Nederland bereikte. In de periode van van 1936 tot 1955 was hij curator van de Nederlandsche Economische Hoogeschool in Rotterdam. In 1950 werd hij benoemd tot voorzitter van de Staatscommissie nopens de samenwerking tussen regering en Staten-Generaal inzake het buitenlands beleid.
Tijdens zijn leven is Van Eysinga meerdere malen geëerd voor zijn werk. Zo ontving hij van de Universiteit van Uppsala een eredoctoraat en is hij benoemd tot lid van de Koninklijke Nederlandse Akademie van Wetenschappen. Verder was hij Commandeur in de Huisorde van Oranje, drager van het Grootkruis in de Orde van Oranje-Nassau en Commandeur in de Orde van de Nederlandse Leeuw. Ook was hij erelid van de Amerikaanse Vereniging voor Internationaal Recht.
Uiteindelijk kwam Van Eysinga op tweeëntachtigjarige leeftijd te overlijden in Leiden. Zijn zoon Tjalling Aedo Johan van Eysinga (1914-2002) was burgemeester van onder andere Oegstgeest.

## Publicaties (selectie)
- Proeve eener inleiding tot het Nederlandsen traktatenrecht. Leiden 1906
- Ontwikkeling en inhoud der Nederlandsche traktaten (sedert 1813). Den Haag 1916
- Rijndocumenten: Verzameling van internationale gemeenschappelijke regelingen, nationale uitvoeringsverordeningen en andere belangrijke documenten betreffende de Rijnvaart sedert 1803. Den Haag 1918
- Évolution du droit fluvial international du Congrès de Vienne au Traité de Versailles, 1815–1919. Leiden 1919
- La guerre chimique et le mouvement pour sa ré pression. Reihe: Recueil des Cours de l'Academie de la Haye. Band 16. Den Haag 1927
- La Commission centrale pour la navigation du Rhin: Historique. Leiden 1935
- Huigh de Groot. Een schets. Haarlem 1945
- Geschiedenis van de Nederlandsche wetenschap van het volkenrecht. Amsterdam 1950